# Petre Diaconu
Petre Diaconu (* 6. Oktober 1924; † April 2007) war ein rumänischer Archäologe und Historiker.

## Leben und Werk
Petre Diaconu studierte an der Fakultät für Geschichte an der Universität Bukarest. 1953 schloss er seinen Studiengang erfolgreich ab, 1971 wurde er mit einer Arbeit über die Petschenegen im unteren Donauraum promoviert. Schon während seiner Studienzeit arbeitete er seit 1951 am Institut für Archäologie der Rumänischen Akademie. Nach seinem Abschluss blieb er an dem Institut zunächst als Forscher später als leitender Forscher bis zu seiner Emeritierung im Herbst 1991 tätig. Seine Arbeitsschwerpunkte waren neben der Archäologie die Historische Geographie, die Paläodemographie und die Toponomastik, insbesondere die des unteren Donauraums.
Im Rahmen dieser Arbeit untersuchte er zahlreiche archäologische Stätten aller Epochen, wobei er sich jedoch vor allem der römischen und nachrömischen Zeit widmete. Seine Forschungsschwerpunkte befanden sich
- in Dinogetia, Niculiţel und Nalbant im Kreis Tulcea
- in Păcuiul lui Soare, Mangalia, Capidava, Murfatlar, Poarta Albă, Cochirleni, Cernavoda, Adamclisi im Kreis Constanța
- im Kloster Neamț, Kreis Neamț
- in Ploiești
- in Bukarest
- am Eisernen Tor
- in Lișcoteanca, Kreis Brăila
- in Viișoara und Mărculești im Kreis Ialomița
- sowie in Coslogeni im Kreis Călărași.

Diaconu veröffentlichte zahlreiche Artikel und fünf Monographien, die außerhalb Rumäniens auch in Deutschland, Spanien, der Tschechoslowakei, Bulgarien, Jugoslawien, Griechenland, Belgien und den USA erschienen.

## Schriften (Auswahl)
- Săpăturile de la Păcuiul lui Soare, 1960, S. 653–666.
- Șantierul arheologic Păcuiul lui Soare, 1961, S. 599–608.
- Les Petchénègues au Bas Danube, Bukarest 1972.
- (mit D. Vîlceanu): Păcuiul lui Soare. I. Cetatea bizantină, Bukarest 1972.
- The Petchenegs on the Lower Danube, în Relations between the autochthonous population and the migratory populations on the territory of Roman, Bukarest 1975, S. 235–240
- (mit Silvia Baraschi): Păcuiul lui Soare. II. Așezarea medievală, Bukarest 1977.
- Les Coumans au Bas Danube aux XIe et XIIe siècles, Bukarest 1978.